# 北部灣小浪花介
北部灣小浪花介（学名：Cytherella beibuwanensis）为小浪花介科小浪花介屬下的一个种。